# Passaic River

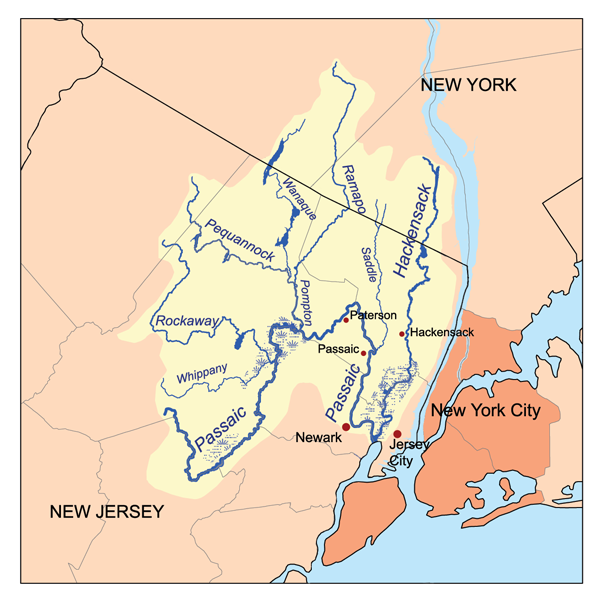
Karta över Passaic Rivers och Hackensack Rivers avrinningsområden.

Passaic River (uttalas [pəˈseɪ.ɨk]) är en 129 kilometer lång flod i norra New Jersey i USA och avvattnar stora delar av regionen väster om staden New York. Floden har sin källa nära Mendham i Morris County och rinner därifrån längs en slingrande fåra genom det kulliga landskapet och de låglänta våtmarkerna i området. Vid staden Paterson bildar floden ett större vattenfall, Great Falls. Längs flodens nedre lopp passerar den genom New Yorks storstadsregion och de större städerna Passaic och Newark. Den mynnar i Newark Bay mellan städerna Newark och Kearny.
De viktigaste bifloderna är Dead River, Rockaway River, Pompton River och Saddle River.
Passaic River är mycket förorenad längs sitt nedre lopp på grund av den omfattande storstadsbebyggelsen och industrierna i nordöstra New Jersey, och floden är därför under 2000-talet föremål för stora reningsprojekt med avlägsnande av förorenat bottenslam.

## I litteratur och film

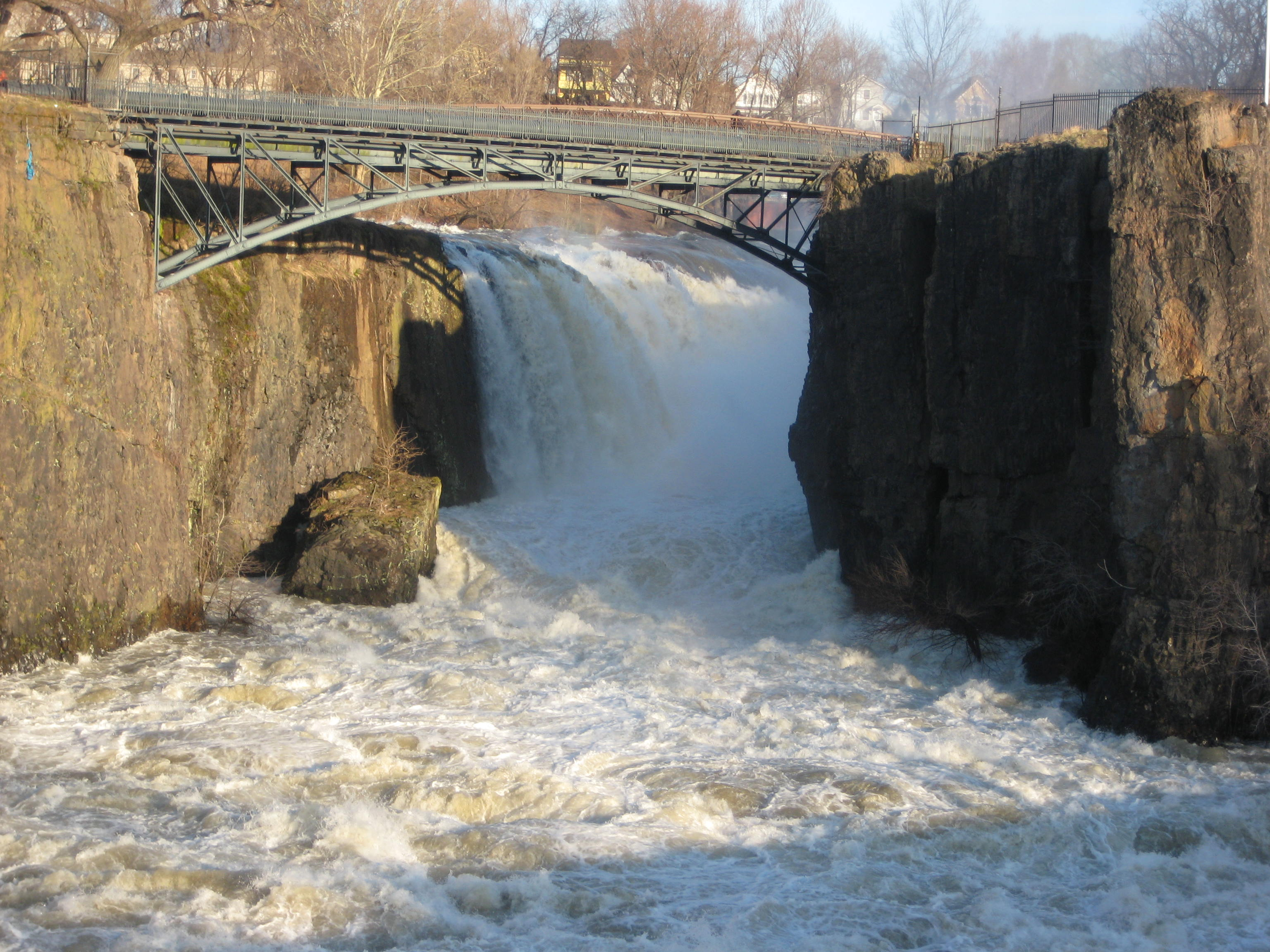
Great Falls i Paterson, New Jersey.

Floden är omskriven av flera författare, bland andra poeten John Alleyne Macnab 1890. Dikten tonsattes senare av popbandet Fountains of Wayne. Författaren Spencer Hash skildrade en grupp inuitiska plantagearbetare vid floden i sin novell From Out of the River (2004).
Skribenten Wheeler Antabanez skrev mellan åren 2006 och 2008 en serie reseberättelser för tidskriften Weird NJ om platser längs floden, bland annat om övergivna industribyggnader och kända mordfall.
Floden och i synnerhet Great Falls är omskrivna i William Carlos Williams episka diktverk Paterson. Great Falls är även platsen för en scen i avsnitt 6 av säsong 1 av TV-serien Sopranos, där en knarklangare avrättas genom att slängas i fallen.